# Valentino Cerruti

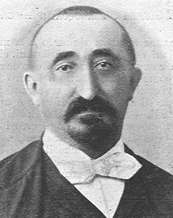
Valentino Cerruti

Valentino Francesco Cerruti  (* 14. Februar 1850 in Crocemosso bei Biellese; † 20. August 1909 ebenda) war ein italienischer Physiker und Politiker.

## Leben
Cerruti erhielt 1873 seinen Laurea-Abschluss als Ingenieur am Polytechnikum in Turin. Danach war er kurz Lehrer der Kinder von Quintino Sella in Rom, bevor er an der Ingenieursschule der Universität Rom als Assistent unterrichtete, wo er 1877 nach einem Wettbewerb Professor für rationale Mechanik wurde. Von 1888 bis 1892 und von 1900 bis 1903 war er Rektor.
1883/84 war er Kommissar für die Universitätsbibliothek Alessandrina in Rom und er baute auch die Zentralbibliothek der Ingenieursfakultät der Universität Rom auf. Außerdem war er zeitweise Generalsekretär des Bildungsministeriums und im obersten italienischen Rat für Erziehungsfragen.
Er befasste sich mit Elastizitätstheorie.
Er war Großoffizier des Ordens der Krone Italiens und Kommandeur des Ordens von St. Maurizio und Lazzaro. Ab 1901 war er Senator des Königreichs Italien.
Er war Mitglied der Accademia dei Lincei. Am 23. August 1884 (Matrikel-Nr. 2481) wurde er zum Mitglied der Leopoldina gewählt.